# Hanna Segal
Pour les articles homonymes, voir Segal.
Hanna Segal, née à Łódź, en actuelle (Pologne), le 20 août 1918 et décédée à Londres le 5 juillet 2011, est une psychiatre et psychanalyste britannique d'origine polonaise. Elle est connue pour son activité au sein de la Société britannique de psychanalyse et pour ses écrits.

## Biographie
Hanna Segal est née dans une famille juive cultivée, et son père est juriste. Elle passe son enfance à Varsovie. Les revers professionnels de son père conduisent celui-ci à s'installer en Suisse, où il devient rédacteur au Journal des Nations, journal helvétique antifasciste interdit en 1938, puis à Paris. Hanna poursuit ses études à l'École internationale de Genève. elle rencontre Eugénie Sokolnicka, relation familiale, et entend parler pour la première fois de psychanalyse. Hanna Segal finit ses études secondaires à Varsovie et commence des études de médecine. Alors qu'elle est en vacances chez ses parents à Paris, l'armée allemande envahit la Pologne en septembre 1939. Hanna Segal continue ses études un temps à Paris, puis à partir de 1940, à l'université d'Édimbourg puis de Manchester, où elle obtient son diplôme en 1943. À Édimbourg, elle rencontre Ronald Fairnbairn qui lui parle de Melanie Klein et d'Anna Freud. Elle commence une analyse avec un kleinien, David Matthews, puis se rend à Londres en 1943, avec une recommandation de Fairnbairn pour Donald Winnicott.
Hanna Segal travaille à l'hôpital pour enfants Green Paddington (Londres) et fait une analyse avec Melanie Klein. Elle devient psychiatre à l'hôpital d'Epsom, tout en continuant sa formation psychanalytique, supervisée par Joan Riviere et Paula Heimann. Elle épouse Paul Segal à Londres en 1946 et ils ont trois enfants. 
Elle est acceptée membre de la Société britannique de psychanalyse en 1949, avec une communication intitulée « Quelques aspects de l’analyse d’un schizophrène ».
Elle meurt le 5 juillet 2011.

## Fonctions et distinctions
Elle a été présidente de la Société britannique de psychanalyse, et vice-présidente de l'Association psychanalytique internationale.
En 1992, elle reçoit le Sigourney Award.

## Travaux
Elle publie plusieurs ouvrages d'introduction à la pensée kleinienne, notamment Introduction à l'œuvre de Melanie Klein et Melanie Klein : développement d'une pensée.
Hanna Segal a également travaillé sur l'esthétique, l'art, la symbolisation, la guerre.

### Le concept d'« équation symbolique »
La théorie psychanalytique lui est notamment redevable du concept d' « équation symbolique ».
Ainsi, Bernard Golse évoque-t-il « la place centrale des équations symboliques comme pont entre l'identité de perception et l'identité de pensée dans la mesure où les équations symboliques permettent au bébé, de donner une suite sensorielle aux expériences relationnelles ayant eu lieu avec l'objet qui s'est ensuite absenté ».

### « L'impulsion créatrice »
Jean-Michel Quinodoz, quant à lui, considère que « Pour Segal, la création artistique est très souvent une recréation d’un monde perdu, et l’artiste n’en a souvent pas conscience. Celui-ci ne recrée pas le même monde, mais il le transforme et lui donne une forme différente qui lui est personnelle ». En se référant à la terminologie kleinienne, il explique que « la dynamique de la créativité se trouve dans les impulsions réparatrices de la position dépressive, ce qui implique une élaboration des états mentaux précoces, en particulier une intégration de la perception des sentiments de chaos et de persécution ».

## Publications
- Introduction à l'œuvre de Melanie Klein, Paris, PUF, coll. « Bibliothèque de psychanalyse », 1969, 11e éd. 2011  (ISBN 213058571X)
- Melanie Klein : développement d'une pensée, Paris, PUF, 1982  (ISBN 2-13-039148-6)
- Délire et créativité : essais de psychanalyse clinique et théorique avec Annik Comby, Paris, Éditions des femmes, 1986  (ISBN 2-7210-0305-4)
- Rêve, art et phantasme, Paris, Bayard, coll. « Bibliothèque internationale de psychanalyse », 1993  (ISBN 2-227-23300-1)
- Psychanalyse clinique, Paris, PUF, coll. « Le Fil rouge », 2004  (ISBN 2-13-051799-4)